# Dota Underlords
Dota Underlords ist ein Computer-Strategiespiel aus dem Jahr 2019, das das Prinzip von Schach mit den Helden aus der Dota-Reihe vereint. Es unterstützt Crossplay zwischen den einzelnen Plattformen und zählt als einer der Vorreiter im Genre Auto-Battler.

## Spielprinzip
Wie beim Schach wird auf einem Spielfeld mit acht mal acht Feldern rundenbasiert gespielt. Das eigene Spielfeld ist vier Felder lang. In jeder Runde bekommt man fünf Helden vorgeschlagen. Diese beziehen sich auf die aktuelle Stufe des Spielers, sind in die Klassen Jäger, Krieger und Magier unterteilt und werden mit Gold gekauft. Nach der Platzierungsphase kämpfen die platzierten Helden automatisch gegeneinander.
In einem Match können bis zu acht Spieler gegeneinander spielen. Alternativ kann auch im Einzelspieler gegen Computergegner gespielt werden. Durch das Spielen kann der Spieler Erfahrungspunkte und Gold sammeln, um die Figuren im Spiel zu verbessern. Ebenfalls kann der Spieler unterschiedliche Items für den Kampf erwerben.

## Entwicklung und Veröffentlichung
Dota Auto Chess wurde als Mod für das Computerspiel Dota 2 von Drodo Studios entwickelt und erstmals am 4. Januar 2019 auf Steam veröffentlicht. Bis zum Mai 2019 hatte der Mod über acht Millionen Spieler und gilt als Start des Computerspiele-Genre Auto-Battler/Auto Chess, bei dem auf einem Schachbrett mit speziellen Charakteren und Fähigkeiten gespielt wird.
Am 18. April 2019 wurde die Beta-Version für Android und am 22. Mai 2019 die Beta-Version für iOS-Geräte veröffentlicht. Eine unabhängige Spielversion wurde am 10. Juni exklusiv für den Epic Games Store veröffentlicht. Kurz darauf veröffentlichte die Valve Corporation eine eigene Free-to-play-Version mit dem Namen Dota Underlords. Obwohl die beiden getrennte Versionen veröffentlichen, wollen sie sich gegenseitig unterstützten.
Am 20. Juni 2019 erschien Dota Underlords für Android, iOS, MacOS, Windows und Linux im Early Access. Eine Pressekundgabe fand bereits im Mai statt. Nach nur wenigen Tagen wurde das Spiel über 1,5 Millionen Mal heruntergeladen und hat eine durchschnittliche Spielerzahl von 200.000 Spielern. Es war daher für kurze Zeit das viert meistgespielte Spiel auf Steam. Ein kostenloser Battle Pass wurde im Juli 2019 veröffentlicht und soll später kostenpflichtig werden.

## Rezeption
Trotz der Abgrenzung und Zusammenarbeit von Dota Auto Chess und Dota Underlords wird Letzterem vorgeworfen ein Klon zu sein. Ebenfalls werden Parallelen zu dem ebenfalls von Valve entwickelten Computerspiel Artifact gezogen. Die Süddeutsche Zeitung vergleicht den Auto-Battler-Hype durch Dota Underlords und Teamfight Tactics mit dem Battle-Royale-Hype. Bei einer GameStar-Umfrage liegt Dota Underlords mit 47 % vor Team Fight Tactics (34,61 %) und Dota Auto Chess (18,31 %).
Gelobt werden unter anderem das einsteigerfreundliche Gameplay, das Crossplay, die Grafik und der Soundtrack. Kritisiert werden hingen Probleme bei der KI und im Online-Match, die fehlende deutsche Sprachausgabe und Performance-Probleme auf alten Smartphones. Ebenfalls wird die Game-Balance durch das Teambuilding kritisiert.
Im Juni 2019 gab Riot Games bekannt, den Auto-Battler-Modus Teamfight Tactics in das Spiel League of Legends als Inspiration zu integrieren. Die Veröffentlichung von Teamfight Tactics trug unter anderem dazu bei, dass die Spielerzahlen von Dota Underlords sich halbiert haben.